# Hepatius
 Flavius Hepatius (sau Hypatius) (d.532) a fost un nobil în Imperiul Bizantin în secolul al VI-lea. El era nepotul împăratului Anastasiu I.
În timpul lui Iustin I, Hepatius a fost comandant al trupelor din est, unde a pierdut multe bătălii, apoi a devenit senator. El era nepotul lui Anastasiu I, însă nici el nici verii săi nu aveau pretenții la tron, fiind bine tratați de Iustin I. Dar în timpul răscoalei Nika, el cu frații săi Pompeius și Probus au devenit primii candidați la tronul imperial. El a fost declarat împărat de răsculați în Hippodrom, dar răscoala a fost înăbușită în sânge de trupele imperiale, iar Hepatius a fost prins și executat.